# Rhaconotus signipennis
Rhaconotus signipennis är en stekelart som först beskrevs av Walker 1860.  Rhaconotus signipennis ingår i släktet Rhaconotus och familjen bracksteklar. Inga underarter finns listade i Catalogue of Life.